# Johanneshov
Johanneshov – dzielnica (stadsdel) Sztokholmu, położona w jego południowej części (Söderort) i wchodząca w skład stadsdelsområde Enskede-Årsta-Vantör. Graniczy z dzielnicami Årsta, Södra Hammarbyhamnen, Hammarbyhöjden, Gamla Enskede i Enskede Gård.
Według danych opublikowanych przez gminę Sztokholm 31 grudnia 2020 r. Johanneshov liczył 7020 mieszkańców. Powierzchnia dzielnicy wynosi 1,30 km².
Na terenie dzielnicy położone są cztery stacje zielonej linii (T17, T18 i T19) sztokholmskiego metra, Gullmarsplan, Skärmarbrink, Blåsut i Globen.